# Krutojariwka (obwód odeski)
Krutojariwka (ukr. Крутоярівка) – wieś na Ukrainie, w obwodzie odeskim, w rejonie białogrodzkim, w hromadzie Starokozacze. Miejscowość etnicznie mołdawska.
W 2001 liczyła 1933 mieszkańców, spośród których 25 wskazało jako ojczysty język ukraiński, 84 rosyjski, 1792 mołdawski, 28 rumuński, 1 bułgarski, 1 białoruski, a 2 inny.